# Église Saint-Isidore de Flagey
L'église Saint-Isidore de Flagey est une église romane, située dans la commune de Flagey, dans le département de la Haute-Marne.

## Architecture
L'église de Flafey est construite en pierre.
L'église comporte un imposant clocher-tour carré à trois niveaux. Le portail de style roman est encadré par deux colonnes à chapiteau de syle ionique. Ce portail est surmonté par une niche romane avec une voûte en plein-cintre présentant une vierge à l'enfant en pierre.

L'intérieur présente une nef simple sans bas-côté ni transept. Des dalles de pierre irrégulières couvrent le sol.

## Galerie: extérieur de l'église

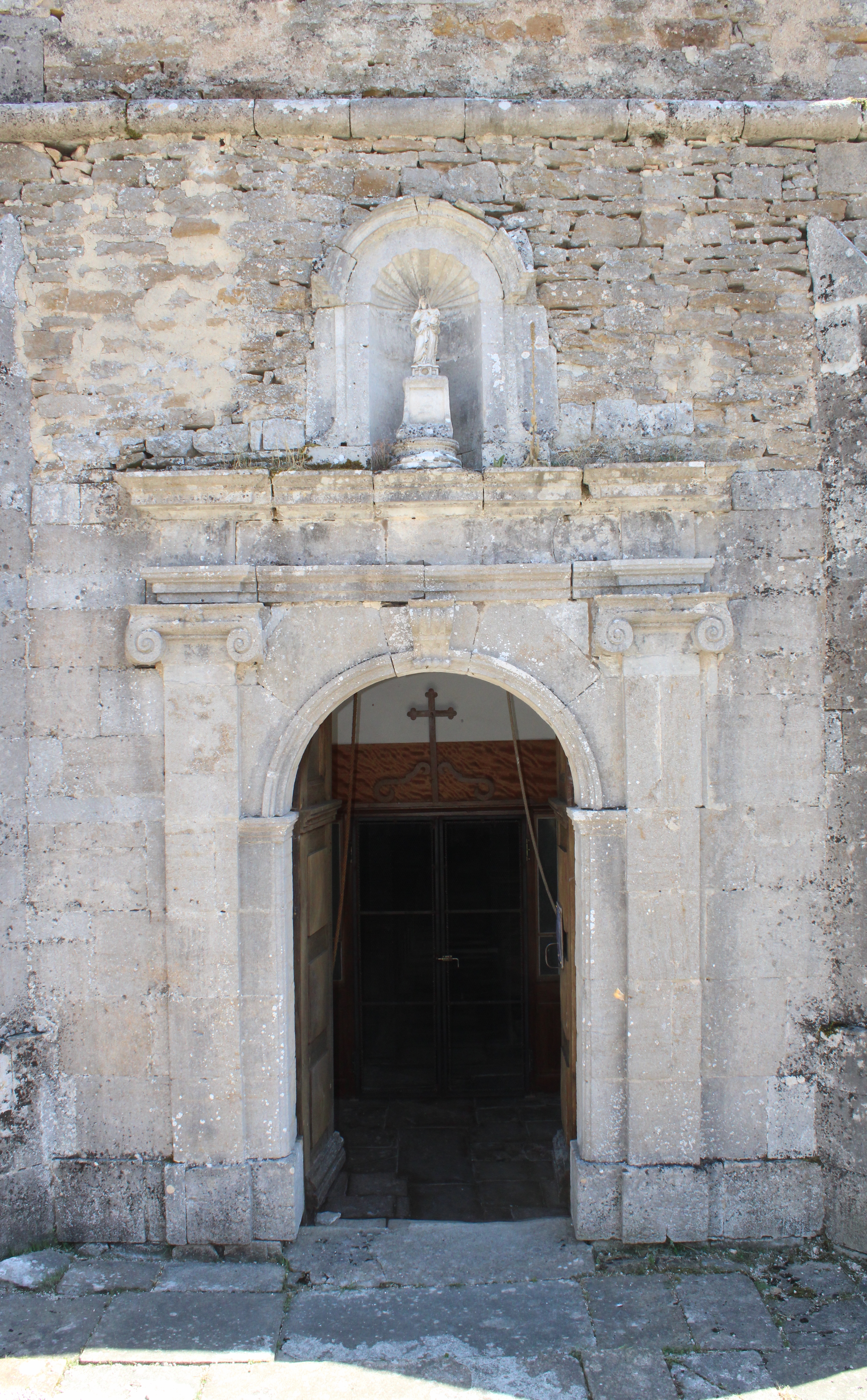
Le portail encadré par deux colonnes ioniques.
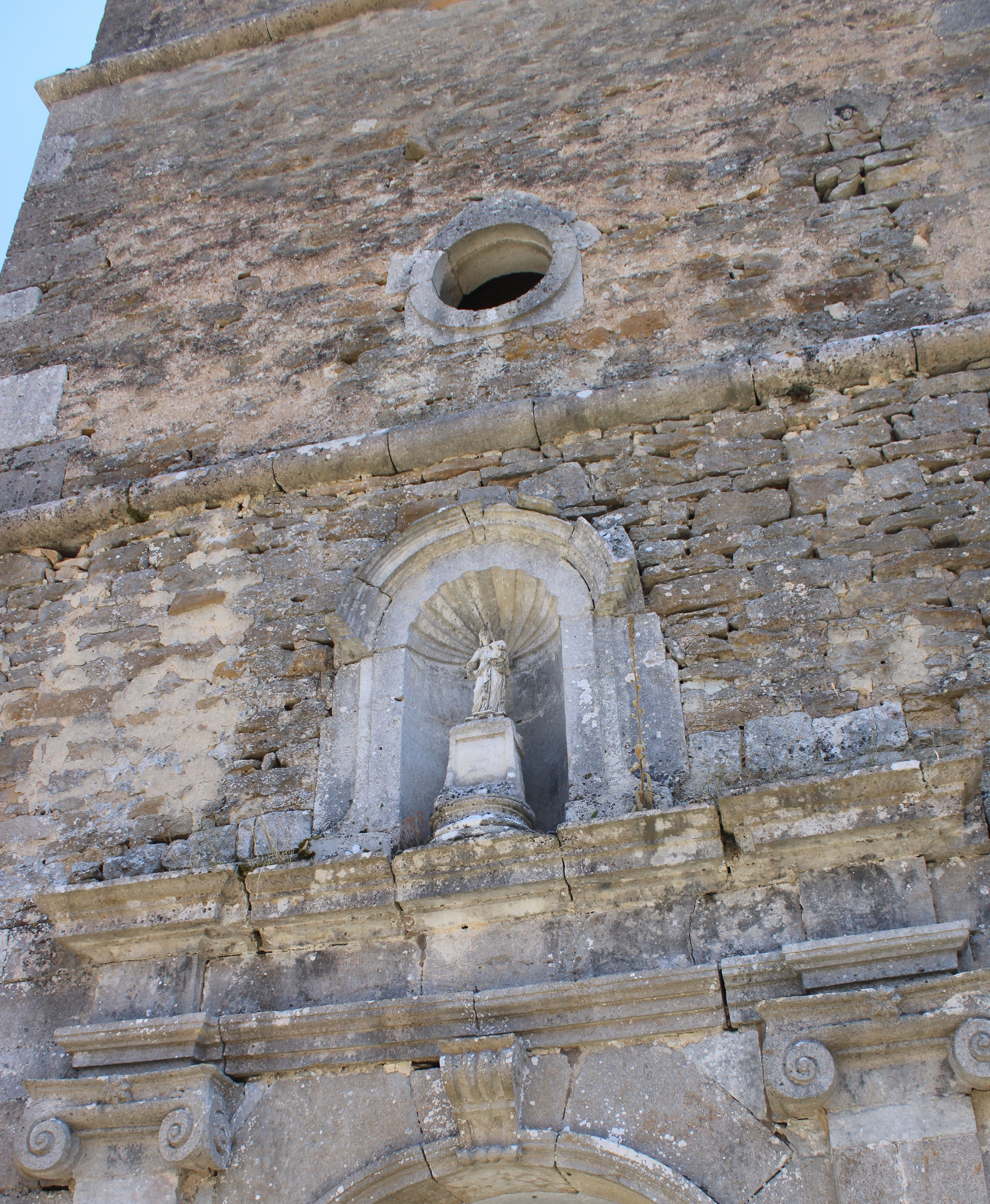
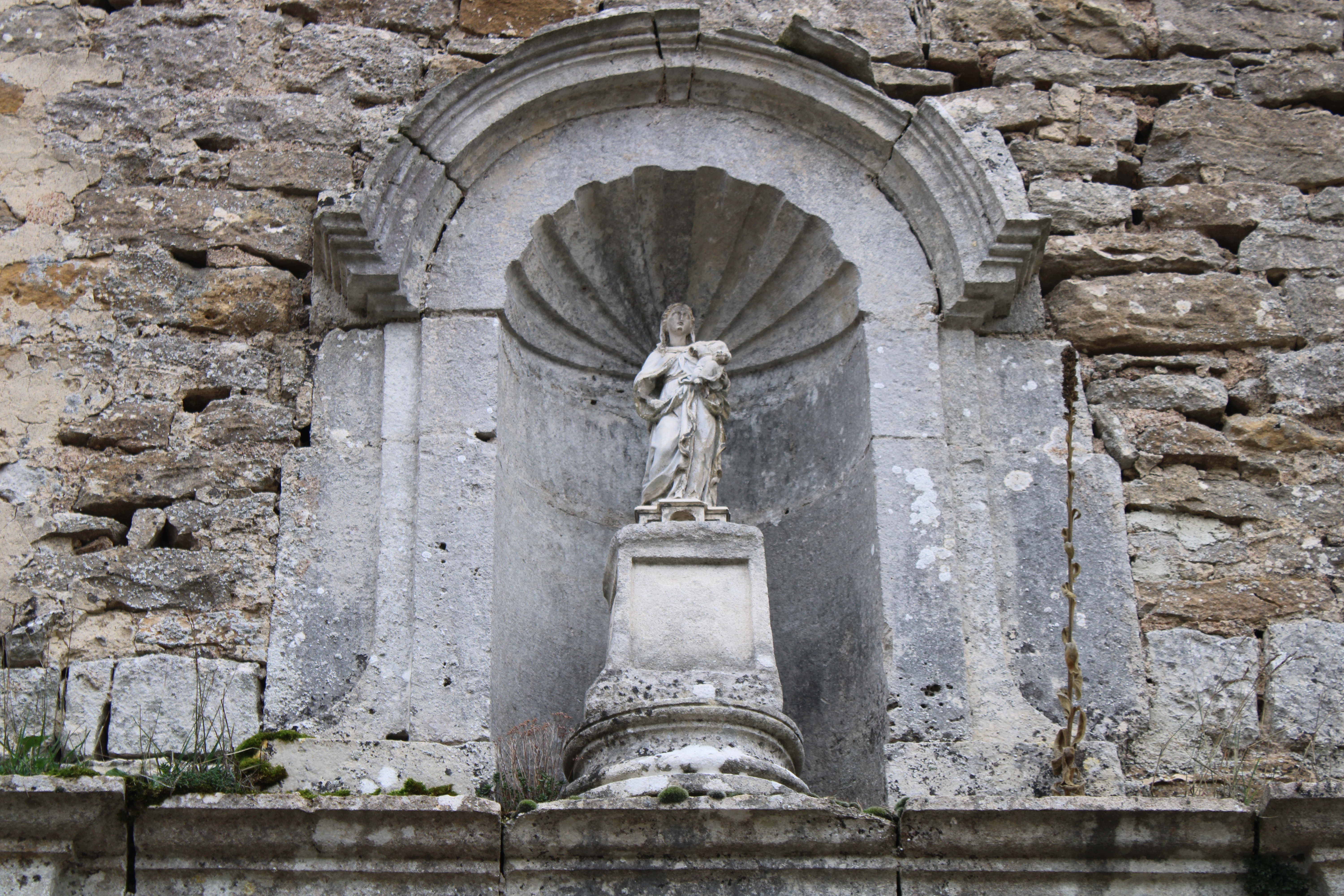
Statue de la Vierge à l'enfant surmontant le portail.
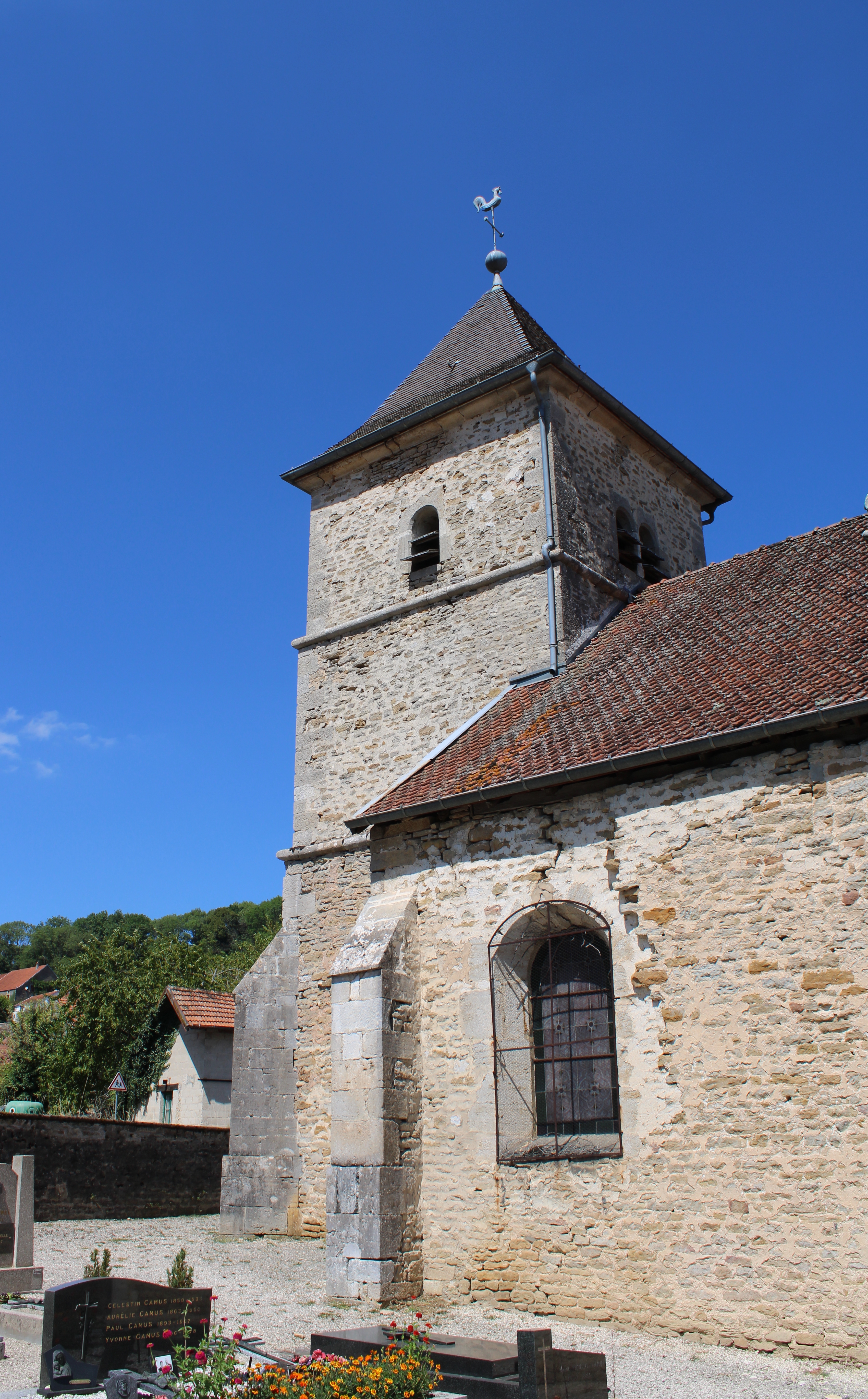
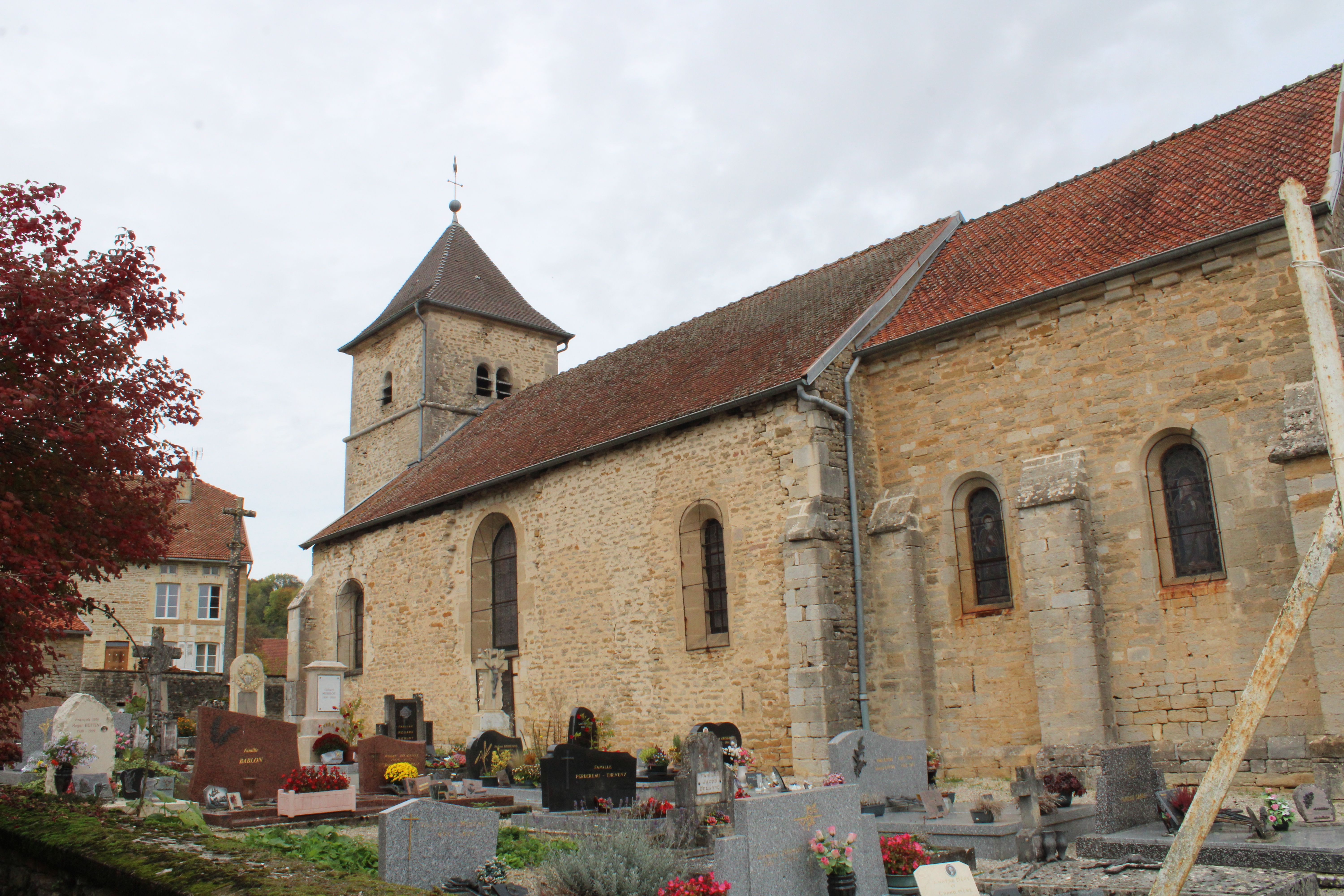
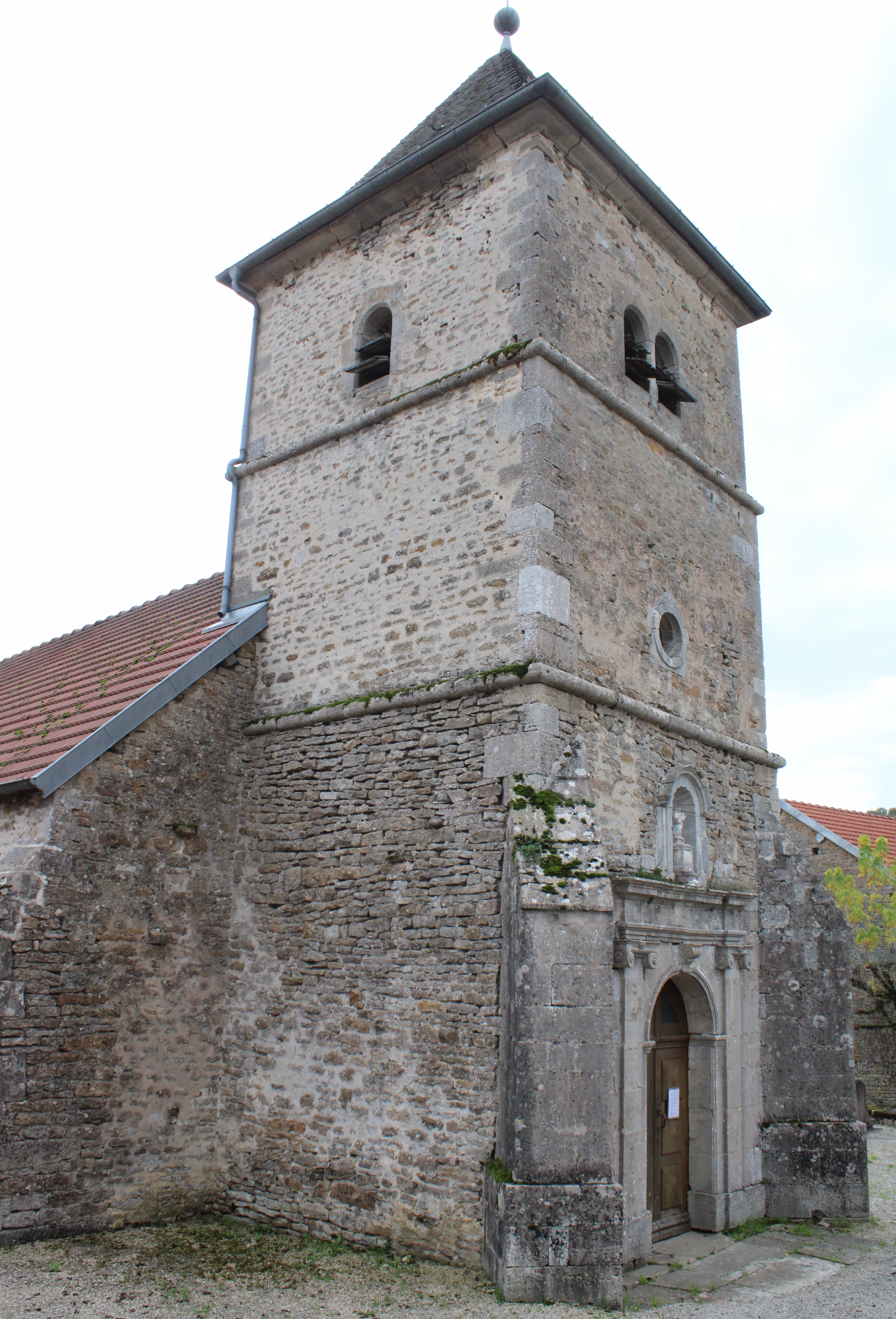

## Galerie: intérieur de l'église

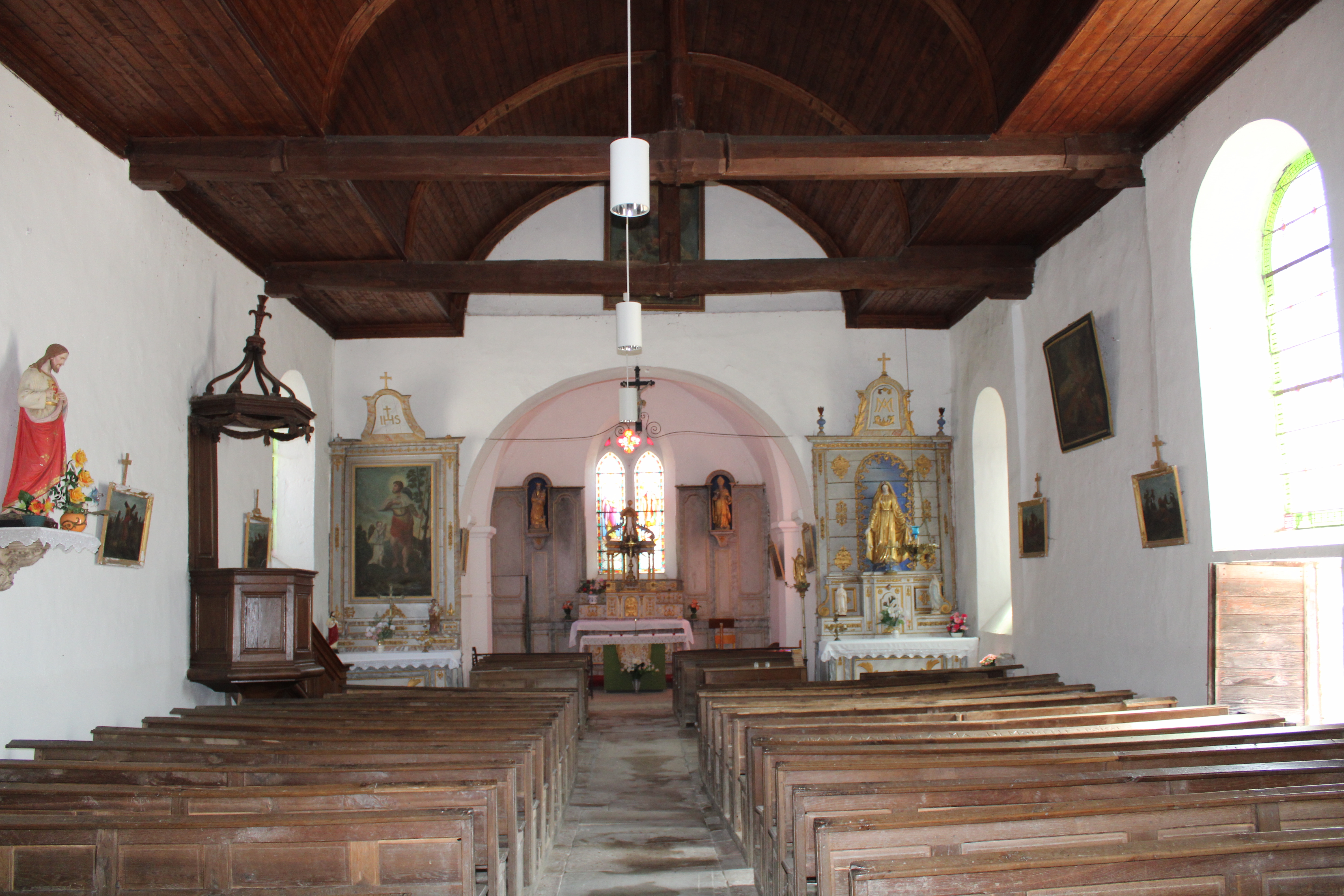
La nef.
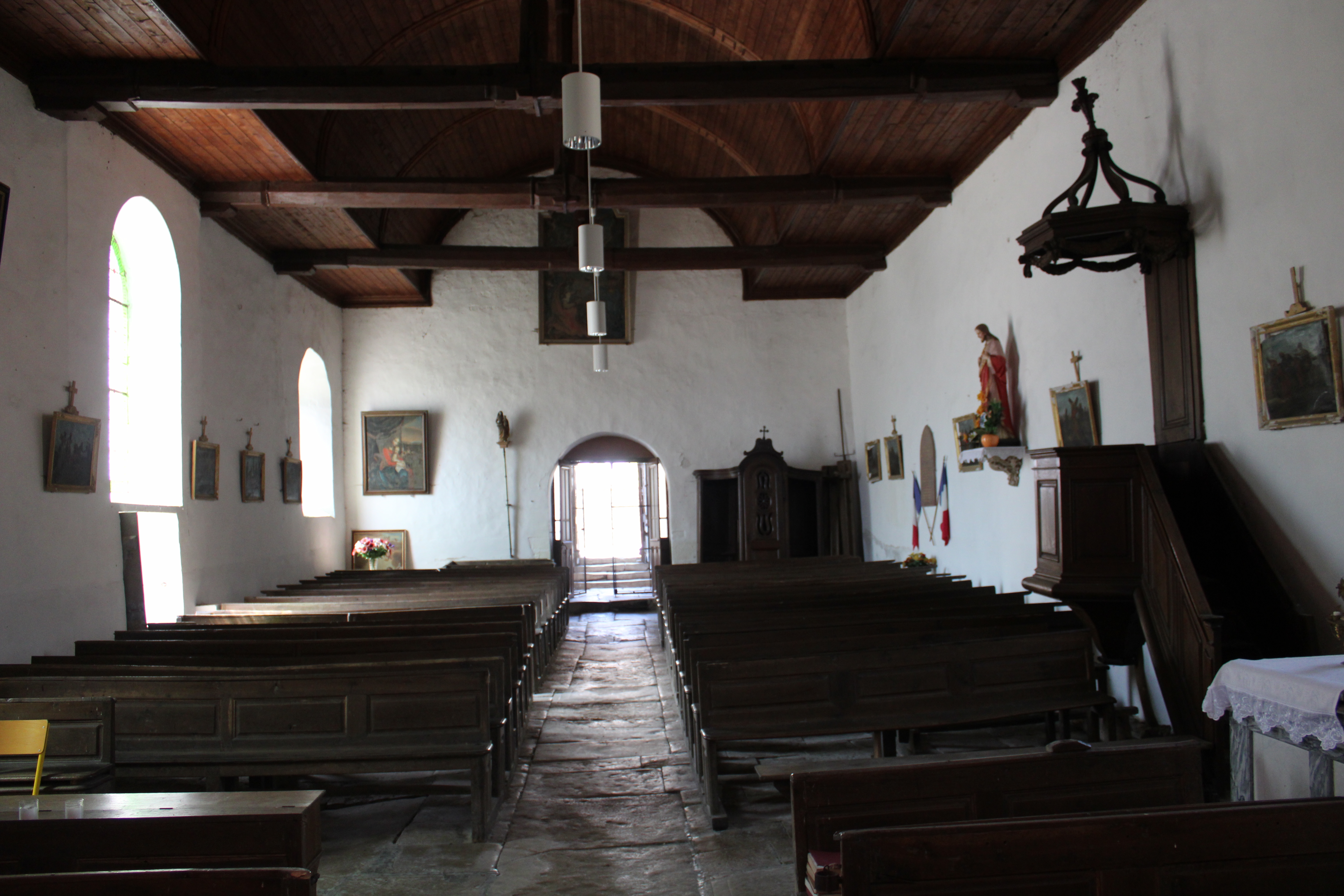
La nef côté porche.
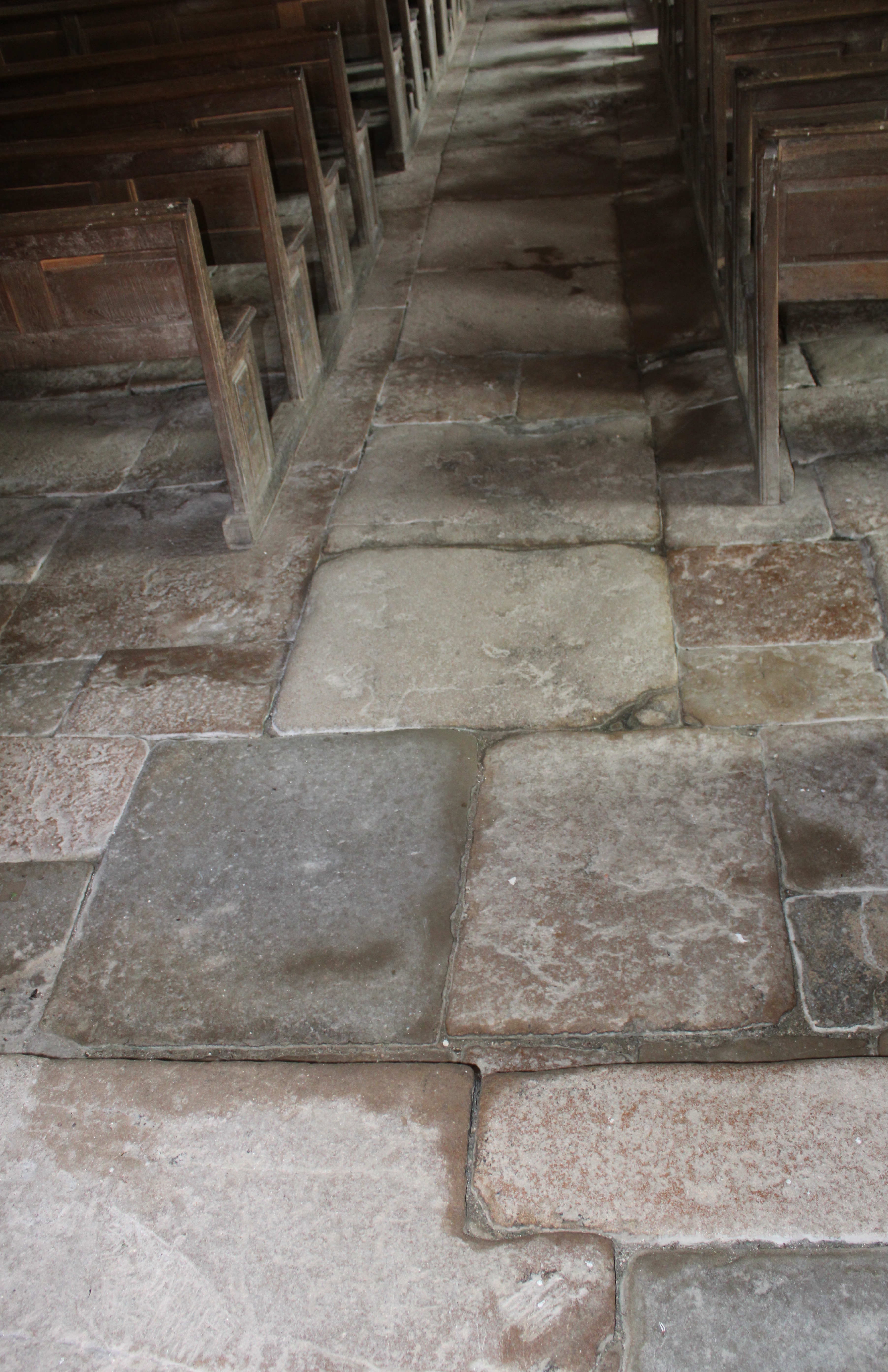
Détail du dallage.
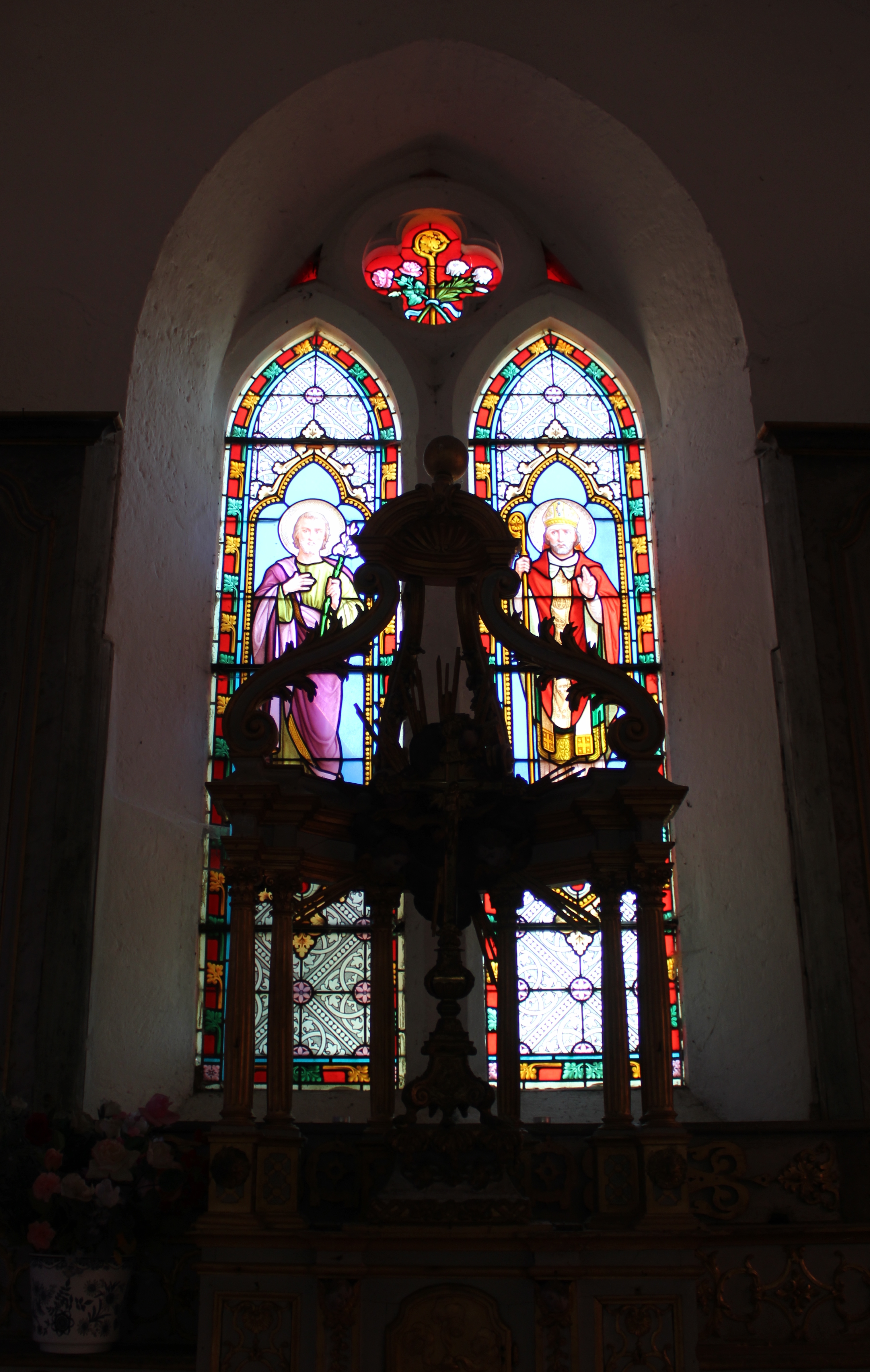
Les vitraux du chevet.
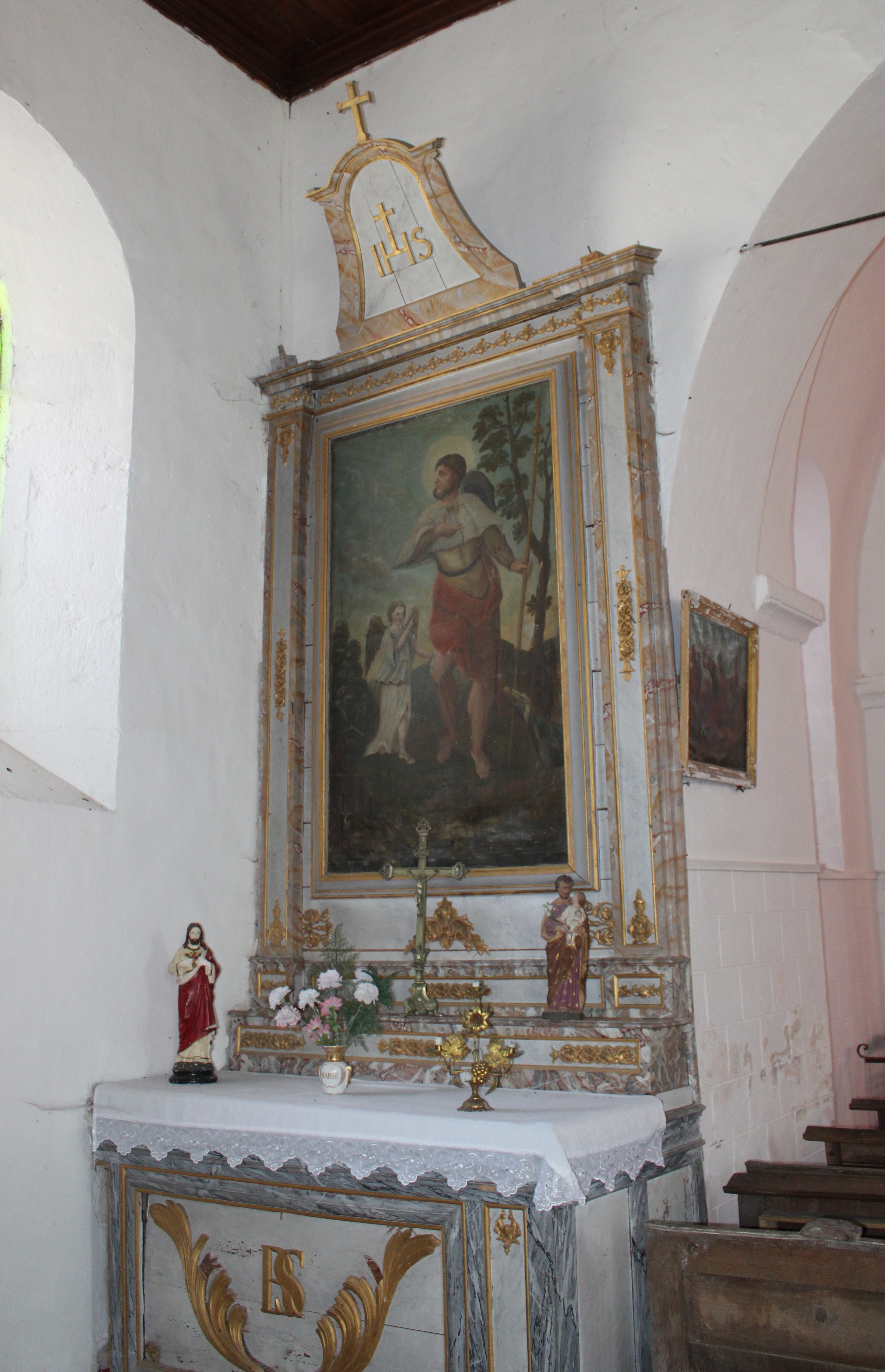
Retable.
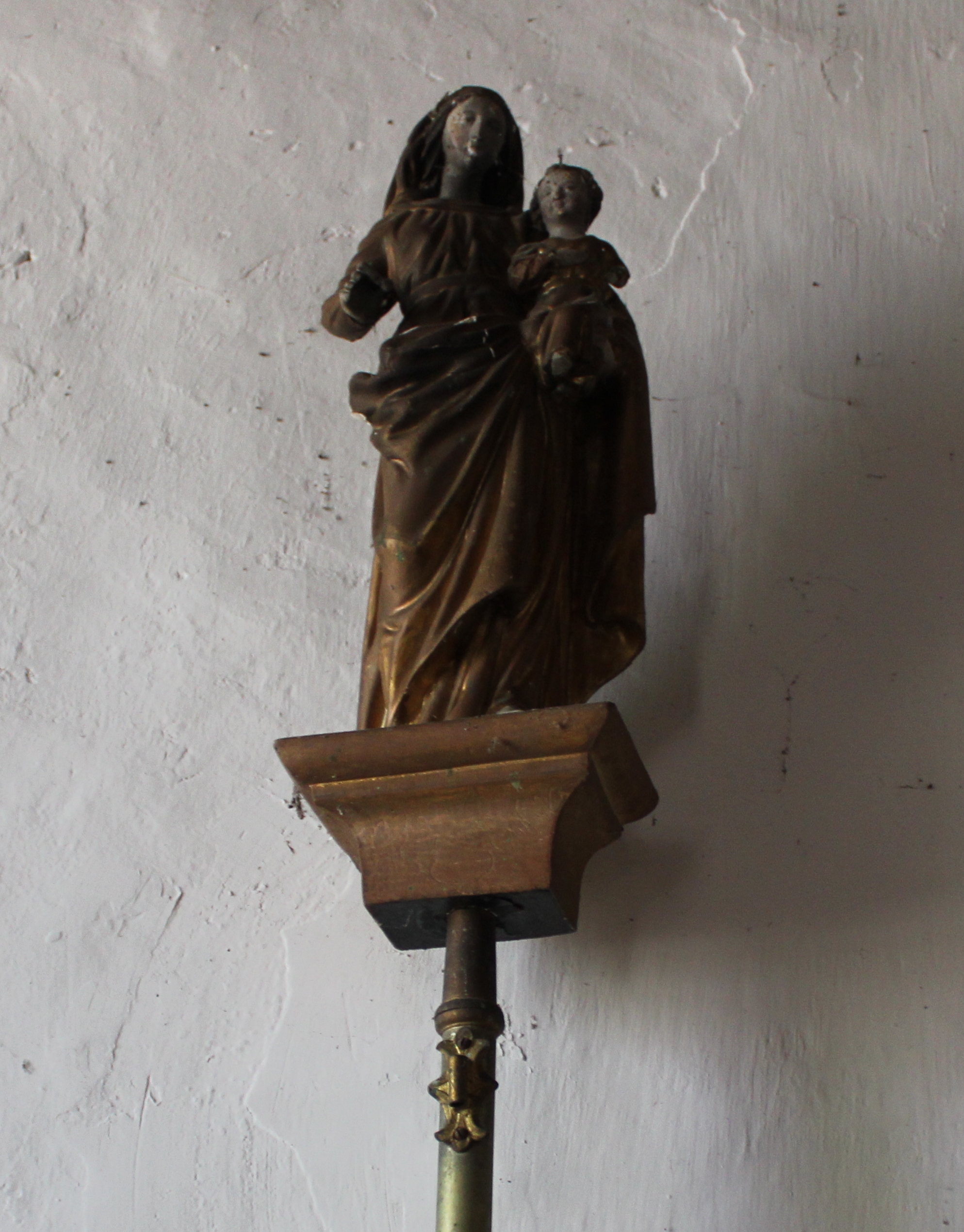
Vierge à l'enfant.